# 莫斯科級直升機航空母艦
莫斯科級直升機航空母艦是蘇聯海軍建造的反潛巡洋艦。蘇聯代號1123号计划“秃鹫” ，設計用於反制北約國家裝備北極星彈道飛彈潛艦使用，雖然西方國家將莫斯科級定義為航空母艦，但是他無法搭載固定翼飛機，性能上至多稱為直升機航空母艦。且因赫魯雪夫反對斯大林政策的政治正確考量，且當時的核戰至上論環境所限制，蘇聯軍方否定了航空母艦的必要性，莫斯科級只能以反潛巡洋艦的角色去迴避政治定位，同時有限度滿足蘇聯海軍需求。
莫斯科級全由黑海尼古拉耶夫造船廠建造。首艦已於1965年下水，并命名為“莫斯科號”；服役后兩年，二號艦“列寧格勒號”開工，於1969年服役。原本3號艦即將開工，由於1、2號艦服役后報告指該級艦艇在風浪較大的海面行進時操控性不佳，而取消了建造

## 興建背景
自蘇聯建國以來，蘇聯海軍多度希望獲得航空母艦，但受限國內狀況始終未能如願；在第二次世界大戰結束前，蘇聯擄獲了德國尚未建造完成的齊柏林伯爵號航空母艦，這是蘇聯首度獲得實品，但只對該艦進行必要的技術測繪後即作為靶艦處分。
1950年代，海軍元帥庫茲涅佐夫向斯大林提議建造航空母艦，斯大林接受該建議並命令國內研發單位著手計畫；在斯大林1953年過世前，代號85型防空輕航艦的概念已經問世，該型航艦滿載噸位28,500噸，可搭載40架米格-19戰鬥機。在斯大林過世後，繼任的赫魯雪夫認為發展核武和導彈比發展海軍要更有前途，大型水面艦艇在核導彈面前不過是活靶，無論戰艦或是航空母艦均不例外。
給予赫魯雪夫理由處理85型航艦的支持者關鍵在1955年，新羅西斯克戰艦（從義大利得到的戰利品朱利奧·凱撒號戰艦）爆炸意外讓赫魯雪夫有理由處理庫茲涅佐夫，在該艦意外後，庫茲涅佐夫遭到連帶責任的理由撤職，同時也被拔階降為中將，海軍元帥的職務由戈尔什科夫接任。由於庫茲涅佐夫的失勢，他所支持的海軍計畫均遭到政治力否定，蘇聯海軍的大型軍艦發展路線也轉向為大量潛艦及飛彈的組合運用。
雖然蘇聯海軍失去了航空母艦的主奧援者，戈尔什科夫本人軍事思想則沒有明確的反對庫茲涅佐夫，在大型艦整建上他仍然盡力保住了斯維爾德洛夫級巡洋艦計畫（68bis型輕巡洋艦）及設計能量，將原本的全火炮艦艇調整為以飛彈等手段更換功能；並以較為迂迴的途徑推動將68bis型改裝為直升機運用的軍艦，雖然這個計畫在最初遭蘇聯決策層峰回絕，但1950年代末期美國海軍在駐地中海的第六艦隊編制中編入了配備北極星彈道飛彈的核子彈道飛彈潛艦後，原本以為守衛近海即可高枕無憂的蘇聯海軍一時間得即刻面對在地中海這種洋面進行潛艦反制作業需求，否則美軍在地中海即可隨便讓莫斯科發動核子攻擊，大型反潛艦艇這時顯然成為不可或缺的重要戰具。由於政治上戈尔什科夫不能挑戰赫魯雪夫，雖然新型軍艦相當需要航空作業能量，他卻以為“反潛巡洋艦”的名義包裝航空母艦方案，避免赫魯雪夫的猜忌。
戈尔什科夫在這個機會下在1957年起正式推動大型反潛艦設計方案，並在1958年12月31日的蘇聯部長會議得到蘇聯共產黨中央委員會批准，代號計畫1123，擬訂在1960-1965年的軍力建設中製造。計畫1123由由三間設計局競爭，最後由設計大型軍艦經驗充分的列寧格勒第17設計局（今涅瓦設計局）贏得計畫；1959年，戈尔什科夫正式公布反潛巡洋艦建造需求，原來本級艦艇是要求能搭載 10 架直升機，8000 噸級的排水量，後來載機數量增至 14 架并搭載自衛武裝；1960年1月25日，蘇聯海軍提出的戰術技術要求告知反潛巡洋艦為9,500噸級、極速32節、可搭載14架Ka-25直昇機、具備有自衛武器；1960年12月，第17設計局的設計概念通過蘇聯海軍審核，但直到1962年1月25日整個1123計畫才正式通過。
正式通過的1123計畫案，為一艘排水量10,600噸級、極速29節、可在6級海象操作14架Mi-8或Ka-25直升機、配備可發射核武器的SUW-N-1反潛飛彈、中程防空用的SA-N-3飛彈、短程防空用的4K33飛彈、AK-725近迫防砲、RBU-6000深水炸彈投擲機、魚雷發射管等，不包含航空機組人員編制415人。軍艦主要任務為在大洋中支援反潛艦隊，摧毀敵軍潛艦使用。

### 偵搜裝備
雷達
- “頂帆”對空搜索雷達
- Head Net
- 2 x “頭燈”艦對空導彈制導雷達
- 2 x Muff Comb （火控）
- 2 x Don 2 （導航用）

聲納
- “麋鹿顎”（low frequency bow mounted）
- “馬尾”可變深度聲納

### 動力
原本考慮采用燃氣輪機作為動力，由于技術達不到要求，轉而使用了高壓蒸汽鍋爐（肯達級飛彈巡洋艦也使用此類動力）。1973年莫斯科號因火災事故導致嚴重的機械故障，不得不將整艘軍艦重建。各方面的性能也不盡人意。

### 為人詬病之處
為了增大航艦的載納直升機能力，甲板以下的機庫盡量減少使用支柱，但亦因為這個原因，導致甲板不能承受垂直起降戰機的作業任務。不過，此級航母主要用作反潛之用，直升機足以勝任。
蘇聯海軍期望此級艦能夠達到高度自動化，共有600多個單位投入研製本艦，預計只需要300多人就能操作本艦。但是，大部份系統未能發揮原有目的，最終海試發現本艦需要常駐670人才足戰備任務，這超出了本來的設計所需。由於比預期的人數多出一倍，導致艦上官兵居住及生活環境惡劣，有士兵更需要住在不同的機房及武器倉庫。
當時蘇聯主張核武戰爭，此級艦設計時亦考慮到三防設計(防核、防生武及防化學)，為此，各個系統均能與外界空氣隔絕下仍能運作。但是，窗戶數量必須減少，這亦導致艦內的空氣流通帶來問題。
最後，由於本級艦的穩定度不足，特別是放出艦底的聲納時，艦身容易出現搖擺不定的情況。本級艦只能在五級風浪下仍能供直升機作業，明顯和蘇聯海軍要求的六級海浪指標不符合。

## 同型艦

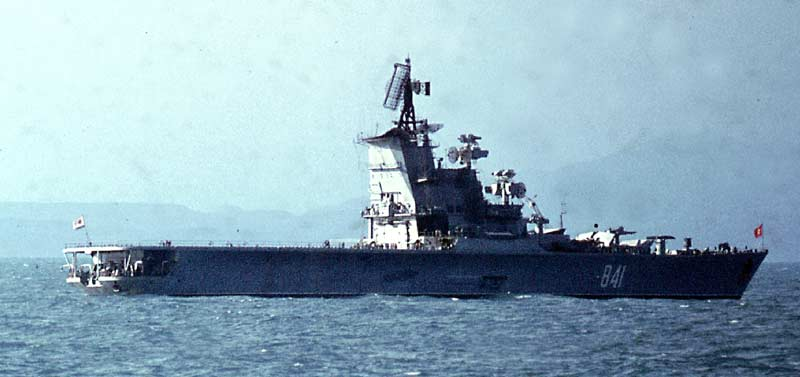
1970年1月，莫斯科號於摩洛哥附近海域

兩艘同型艦均隸屬于黑海艦隊，均於1991年退役，并於1990年代被解體。即將命名為“基輔”號的三號艦在1969年被取消建造。這些艦艇均作為反潛巡洋艦使用。莫斯科級的次型為前蘇聯首級搭載固定翼飛機的基輔級。
莫斯科號直升機航空母艦：
1962年12月15日開工建造，
1965年1月14日下水，
1967年12月25日服役。
列寧格勒號直升機航空母艦：
1965年1月15日開工建造，
1966年7月31日下水，
1969年6月2日服役。